# 대한민국 민법 제548조
대한민국 민법 제548조는 해제의 효과와 원상회복의무를 규정한 민법 채권법 조문이다.

## 조문
제548조 (해제의 효과, 원상회복의무)

① 당사자일방이 계약을 해제한 때에는 각 당사자는 그 상대방에 대하여 원상회복의 의무가 있다. 그러나 제삼자의 권리를 해하지 못한다.

② 전항의 경우에 반환할 금전에는 그 받은 날로부터 이자를 가하여야 한다.

第548條(解除의 效果, 原狀回復義務) ① 當事者 一方이 契約을 解除한 때에는 各 當事者는 그 相對方에 對하여 原狀回復의 義務가 있다. 그러나 第三者의 權利를 害하지 못한다.
②前項의 境遇에 返還할 金錢에는 그 받은 날로부터 利子를 加하여야 한다.

## 사례
- 을은 갑에게서 건물과 대지를 5억에 매수하기로 계약을 체결하고 계약금과 중도금을 지급하고 잔금지급일에 잔금을 지급하려고 하니 갑은 을에게 팔기로 한 건물과 대지를 더 비싼 값에 병에게 매도하였다고 하며 이미 부동산소유권의 등기명의가 병 앞으로 이전돼 있다고 하였다. 그러면서 지급한 계약금과 중도금을 돌려주며 잔금 수령을 거절하였다. 이런 경우 갑의 책임있는 사유로 이행이 불능하게 된 때에 해당되므로 귀하는 계약을 해제할 수 있고 계약을 해제되면 을과 갑은 서로 원상회복의 의무를 지게 되는데 이 경우 갑은 을에게 계약금과 중도금에 이를 받은 날부터의 이자를 가산해 반환해야 한다.[1]

## 판례
- 우리의 법제가 물건행위의 독자성과 무인성을 인정하고 있지 않는 점과 민법 제548조 1항 단서가 거래안정을 위한 특별규정이란 점을 생각할 때, 계약이 해제되면 그 계약의 이행으로 변동이 생겼던 물권은 당연히 그 계약이 없었던 원상태로 복귀한다[2]
- 매매계약이 합의해제된 경우에도 매수인에게 이전되었던 소유권은 당연히 매도인에게 복귀하는 것이므로 합의해제에 따른 매도인의 원상회복청구권은 소유권에 기한 물권적 청구권이라고 할 것이고 이는 소멸시효의 대상이 되지 아니한다.[3]
- 갑이 을과의 교환계약에 의하여 취득한 토지를 병이 갑으로부터 전득하고 자신의 앞으로 바로 소유권이전등기를 마쳤다면 병은 을이 해제되었다고 주장하는 위 '교환계약으로부터 생긴 법률적 효과를 기초로 하여 새로운 이해관계를 가졌을 뿐 아니라 등기를 마침으로써 완전한 권리를 취득한 자이므로 민법 제548조 제1항 단서 소정의 제3자에 해당한다.[4]
- 법정해제의 경우 당사자 일방이 그 수령한 금전을 반환함에 있어 그 받은 때로부터 법정이자를 부가함을 요하는 것은 민법 제548조 제2항이 규정하는 바로서, 이는 원상회복의 범위에 속하는 것이며 일종의 부당이득반환의 성질을 가지는 것이고 반환의무의 이행지체로 인한 것이 아니므로, 부동산 매매계약이 해제된 경우 매도인의 매매대금 반환의무와 매수인의 소유권이전등기 말소등기절차 이행의무가 동시이행의 관계에 있는지 여부와는 관계없이 매도인이 반환하여야 할 매매대금에 대하여는 그 받은 날로부터 민법이 정한 법정이율인 연 5푼의 비율에 의한 법정이자를 부가하여 지급하여야 한다.[5]

### 제3자의 정의와 권리
- 계약의 합의해제의 대상 부동산을 전득한 매수자라도 완전한 권리를 취득하지 못한 자는 제3자에 해당하지 아니한다.[6]
- 토지를 매도하였다가 그 대금지급을 받지 못하여 그 매매계약을 해제한 경우에 있어서 그 토지위에 신축된 건물의 매수인은 제3자가 아니다.[7]
- 해제된 계약에 의하여 채무자의 책임재산이 된 계약의 목적물을 가압류한 가압류채권자는 원칙상 민법 제548조 제1항 단서에서 말하는 제3자에 해당한다. 하지만 부동산에 대하여 가압류등기가 된 경우에 그 가압류채무자의 전 소유자가 위의 가압류집행에 앞서 같은 부동산에 대하여 소유권이전등기의 말소청구권을 보전하기 위한 처분금지가처분등기를 경료한 다음 채무자를 상대로 매매계약의 해제를 주장하면서 소유권이전등기 말소소송을 제기한 결과 승소판결을 받아 확정되기에 이르렀다면 위와 같은 가압류는 결국 말소될 수밖에 없고 따라서 이러한 경우 제3자가 아니다.[8]
- 민법 제548조 제1항 단서에서 규정하고 있는 제3자란 일반적으로 계약이 해제되는 경우 그 해제된 계약으로부터 생긴 법률효과를 기초로 하여 해제 전에 새로운 이해관계를 가졌을 뿐 아니라 등기·인도 등으로 완전한 권리를 취득한 자를 말하고, 계약상의 채권을 양수한 자는 여기서 말하는 제3자에 해당하지 않는다고 할 것인바, 계약이 해제된 경우 계약해제 이전에 해제로 인하여 소멸되는 채권을 양수한 자는 계약해제의 효과에 반하여 자신의 권리를 주장할 수 없음은 물론이고, 나아가 특단의 사정이 없는 한 채무자로부터 이행받은 급부를 원상회복하여야 할 의무가 있다.[9]
- 계약당사자의 일방이 계약을 해제하였을 때에는 계약은 소급하여 소멸하여 해약당사자는 각 원상회복의 의무를 지게 되나 이 경우 계약해제로 인한 원상회복등기 등이 이루어지기 이전에 계약의 해제를 주장하는 자와 양립되지 아니하는 법률관계를 가지게 되었고 계약해제사실을 몰랐던 제3자에 대하여는 계약해제를 주장할 수 없다.[10]
- 계약의 합의해제에 있어서도 민법 제548조의 계약해제의 경우와 같이 이로써 제3자의 권리를 해할 수 없고 계약해제시 계약은 소급하여 소멸하게 되어 해약당사자는 각 원상회복의 의무를 부담하게 되나 이 경우 계약해제로 인한 원상회복등기 등이 이루어지기 이전에 해약당사자와 양립되지 아니하는 법률관계를 가지게 되었고 계약해제 사실을 몰랐던 제3자에 대하여는 계약해제를 주장할 수 없고, 이 경우 제3자가 악의라는 사실의 주장·입증책임은 계약해제를 주장하는 자에게 있다.[11]
- 매매계약의 이행으로 매매목적물인 주택을 인도받은 매수인이 매도인으로부터 그 주택의 임대권한을 명시적 또는 묵시적으로 부여받은 경우, 매수인으로부터 매매계약이 해제되기 전에 매매목적물인 주택을 임차하여 그 주택의 인도와 주민등록을 마침으로써 주택임대차보호법 제3조 제1항에 의한 대항요건을 갖춘 임차인은 민법 제548조 제1항 단서의 규정에 따라 계약해제로 인하여 권리를 침해받지 않는 제3자에 해당하므로 임대인의 임대권원의 바탕이 되는 매매계약의 해제에도 불구하고 자신의 임차권을 들어 매도인의 명도청구에 대항할 수 있다.[12]
- 계약의 합의해제에 있어서도 민법 제548조의 계약해제의 경우와 같이 이로써 제3자의 권리를 해할 수 없으나, 그 대상부동산을 전득한 매수자라도 완전한 권리를 취득하지 못한 자는 위 제3자에 해당하지 아니한다.[6]
- 소유권을 취득하였다가 계약해제로 인하여 소유권을 상실하게 된 임대인으로부터 그 계약이 해제되기 전에 주택을 임차받아 주택의 인도와 주민등록을 마침으로써 주택임대차보호법 제3조 제1항에 의한 대항요건을 갖춘 임차인은 민법 제548조 단서에 의한 제3자이다.[13]
- 매매계약의 이행으로 매매목적물을 인도받은 매수인은 그 물건을 사용·수익할 수 있는 지위에서 그 물건을 타인에게 적법하게 임대할 수 있으며, 이러한 지위에 있는 매수인으로부터 매매계약이 해제되기 전에 매매목적물인 주택을 임차하여 주택의 인도와 주민등록을 마침으로써 주택임대차보호법 제3조 제1항에 의한 대항요건을 갖춘 임차인은 민법 제548조 제1항 단서에 따라 계약해제로 인하여 권리를 침해받지 않는 제3자에 해당하므로 임대인의 임대권원의 바탕이 되는 계약의 해제에도 불구하고 자신의 임차권을 새로운 소유자에게 대항할 수 있다.[14]
- 매수인이 아직 소유권을 취득하지 않은 상태에서 임대한 경우라면 임차인은 제548조 제1항에 의해 보호되지 않는다.[15]
- 계약상의 채권을 양수한 자나 그 채권 자체를 압류 또는 전부한 채권자는 제3자가 아니다.[16]
- 매도인의 매매대금수령 이전에 해제조건부로 임대권한을 부여받은 매수인으로부터 그 계약이 해제되기 전에 주택을 임차하여 주택임대차보호법 상의 대항요건을 갖춘 임차인은 제548조 제1항 단서에서 말하는 제3자에 해당하지 않는다.

## 같이 보기
- 해제
- 계약
- 계약해제
- 이자